# Che gioia vivere
Che gioia vivere è un film del 1961 diretto da René Clément.
Fu presentato in concorso al 14º Festival di Cannes.

## Trama
1921. Ulisse e Turiddu insieme ad altri 10 compagni di un orfanotrofio piemontese vengono portati dal loro caposeminarista a Roma per iniziare il loro servizio militare.

Pisacane e Delon in una scena del film

Dopo il servizio militare, Ulisse e Turiddu decidono di rimanere in città, chiedendo al comandante un aiuto per trovare lavoro. Purtroppo non hanno la fortuna d'essere aiutati, così dopo tre giorni senza mangiare e dormendo per strada intorno al Colosseo decidono di arruolarsi nei Fasci di combattimento, dato che questi davano subito 150 lire. Il loro primo incarico è quello di trovare dove siano stati stampati i volantini antifascisti che stanno girando per la capitale: Ulisse scopre che sono stati stampati in una tipografia guidata da una famiglia di attivisti anarchici, ma anziché compiere il suo dovere si lascia prendere la mano e si integra, tanto da farsi assumere come apprendista, soprattutto perché attratto dall'affascinante figlia del proprietario.
Per un equivoco Ulisse viene addirittura scambiato per un terrorista, ma alla fine salva tutti dalle bombe messe da dei veri anarchici, arrivati a Roma per la visita ufficiale di quattro generali stranieri.